# Katzental
Katzental is een plaats in de Duitse gemeente Billigheim, deelstaat Baden-Württemberg, en telt 463 inwoners (2007).